# Bitola
Bitola, sau Bitolia (cunoscut și ca Monastir, în aromână Bitule sau Bituli), este un oraș din Macedonia de Nord, cu o concentrație mare de aromâni. Din locuitorii comunei s-au remarcat frații Mânache (Manachia), aromâni pionieri ai fotografiei și cinematografiei universale.

## Comunitatea aromână
În acest oraș se află cel mai mare cimitir aromân, lângă comuna Bucovo. În Bitolia funcționează asociația aromână „Frats Manachia”, în biserica Sf. Constantin și Elena slujba se ține în limba aromână. Unii aromâni din Bitola au venit după distrugerea orașului Moscopole din Albania, iar după aceea au mai venit și familii din Gramoste. Ca și în Crushuva (Crușea/Crucea) aromânii s-au amestecat între ei și au format dialectul de Bitolia, care este asemănător celui din Crushuva. 
În localitate a existat Liceul Românesc din Bitola.

## Etimologie
Populația traco-macedoneană romanizată a transmis numele Bitule, care are pluralul cuvântului latin bětula („mesteacăn”). În Imperiul Roman, betula era constant utilizat la confecționarea vergelelor din mănunchiul fascia, simbol al Puterii Legii, purtat de lectori înaintea magistraților.
Potrivit lui Adrian Room, numele Bitola este derivat din vechiul cuvânt slav "Obitel" (mănăstire sau reședință), deoarece orașul a fost remarcat pentru mănăstirile sale. Când sensul numelui nu a mai fost înțeles, el a pierdut prefixul "O". Numele Buteliu  este menționat sub conducerea lui Radomir Gavrila (1014-1015), care are legătură cu cetatea vechiului oraș construită în 1015.  
Variantele moderne slave includ: în macedoneană Bitola (Битола), Bitolj în sârbă (Битољ) și Bitolya în bulgară (Битоля). În perioada bizantină, numele a fost grecizat în Voutélion (Βουτέλιον) sau Vitólia (Βιτώλια); prin urmare, “Butella” a fost numită de William de Tyre, “Butili” de către geograful arab al-Idrisi). 
Un alt nume grecesc sub care orașul era cunoscut și care este încă în uz este "Monastiri" (Μοναστήρι), ceea ce înseamnă, de asemenea, "mănăstire". Numele turcesc "Manastir" (turca otomană: مناستر) este derivat din numele grecesc, așa cum este în albaneză "Manastiri".

## Geografia
Bitola este un oraș în partea de sud-vest a Macedoniei de Nord. Orașul este un centru administrativ, cultural, industrial, comercial, și educațional. Orașul este dispersat de-a lungul malurilor râului Dragor la o altitudine de 615 m deasupra nivelului mării. Se intinde pe o suprafață de 1798 km ² și are o populație de 122,173 (1991). Acesta este situat în partea de sud a văii "Pelagonia", înconjurat de munții "Baba" și "Nidže", la 14 km nord de granița "Medžitlija-Niki" de trecere cu Grecia. Este un important nod de legătură care leagă sudul "Mării Adriatice", cu Marea Egee și Europa Centrală. Conform unor surse, Bitola este doilea oraș ca mărime din țară, și pentru alții al treilea . Bitola este, de asemenea, centrul municipiului Bitola.

### Privire de ansamblu

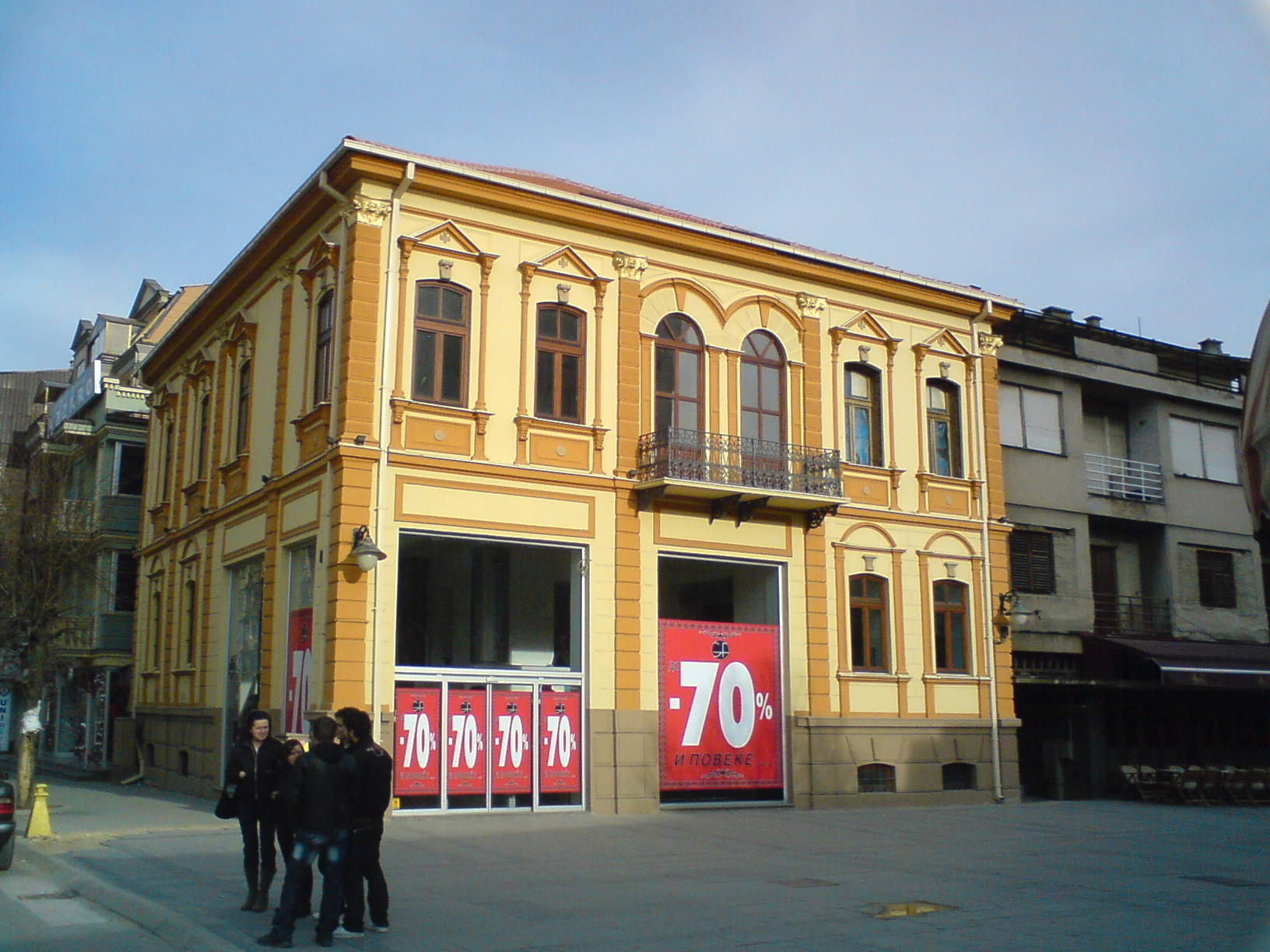
Buticul Italian „Gruppo Fiori”, lângă un bloc vechi.

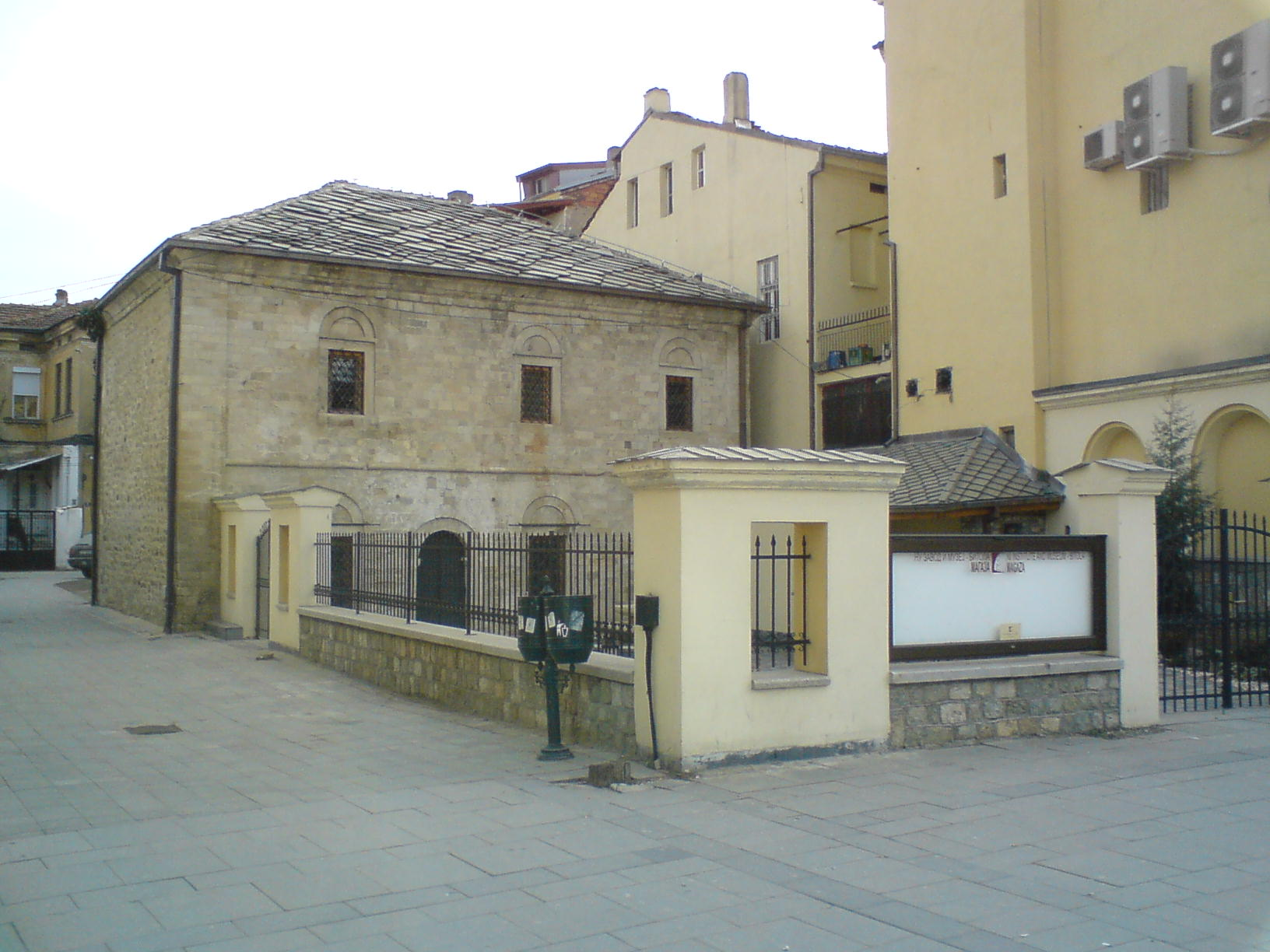
Magaza, o galerie în centrul orașului.

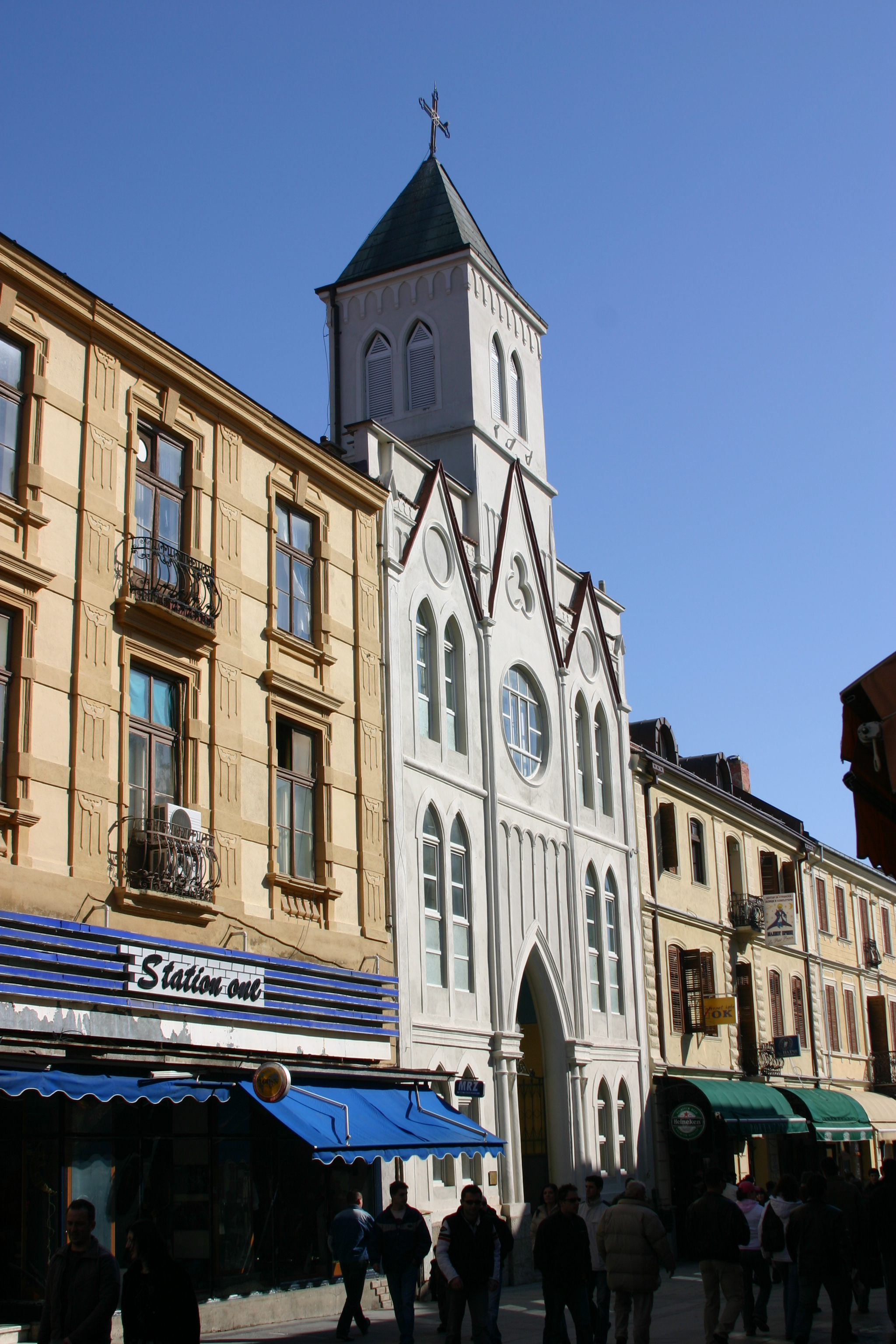
Biserica Catolică „Sfânta Inimă a lui Isus”, pe strada principală din Bitola.

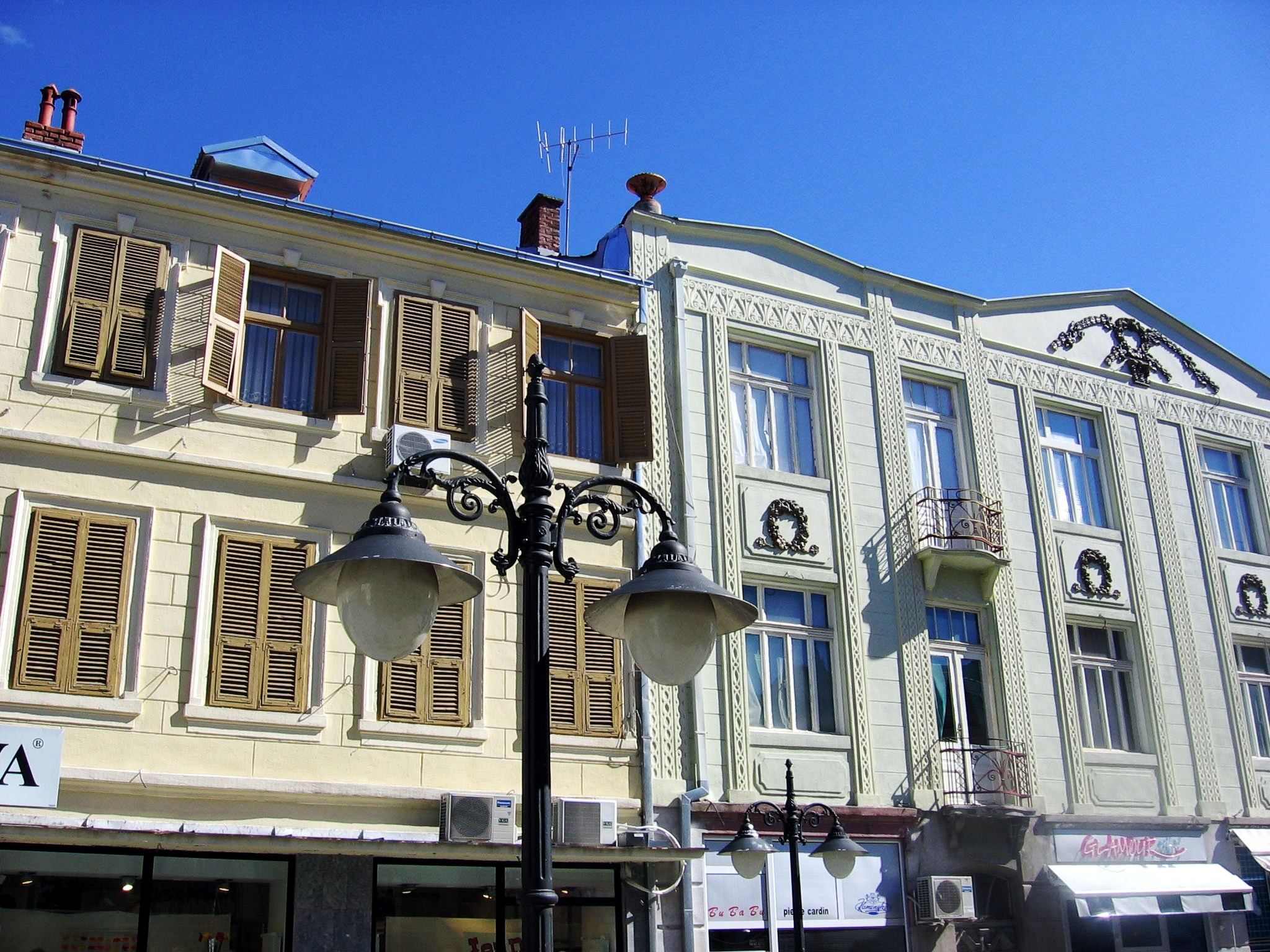
Architectură în Bitola

Bitola este un important centru industrial, agricol, comercial, educațional și cultural. Bitola are unul dintre cele mai vechi teatre și cel mai prestigios din țară.
În mod tradițional un centru comercial puternic, Bitola este, de asemenea cunoscut ca orașul consulatelor. La un moment dat în timpul dominației otomane, Bitola avea consulate din douăsprezece țări. În aceeași perioadă, au existat un număr de școli de prestigiu în oraș, inclusiv o academie militară la care, printre altele, a participat și celebrul reformator turc Mustafa Kemal Atatürk. Bitola a fost, de asemenea, sediul mai multor organizații culturale care s-au stabilit în acel moment.
Muntele „Baba” supraveghează Bitola din est. Impozantul munte „Pelister” (2.601 m) este un parc național cu o floră și o faună deosebită, printre care cele mai rare specii de pin, cunoscut sub numele de pin macedonean sau „pinus peuce”, precum și o stațiune de schi bine-cunoscută.

### Demografie
În 2002, municipalitatea avea 95.385 de locuitori și compoziția etnică a fost următoarea:
- Macedoneni - 84.616 (88,7%)
- Albanezi - 4.164 (4,3%)
- Rromi - 2.613 (2,7%)
- Turci - 1.610 (1,7%)
- Aromâni - 1.270 (1,3%)
- Sârbi - 541 (0,6%)
- Bosniaci - 21 (0,02%)
- Alții - 550 (0,68%)

### Economie
Bitola este principalul centru economic și industrial din sud-vestul Macedoniei de Nord. Multe dintre cele mai mari companii din Republica Macedonia de Nord au sediul aici. „Pelagonija” este cel mai mare producător de produse alimentare din țară. Sistemul de apă "Streževo" este cel mai mare din Republica Macedonia de Nord și are cele mai bune facilități tehnologice. Cele trei stații termo-electrice ale "REK Bitola" produc aproape 80% din energia electrică în stat. Fabrica „Frinko” de frigidere a fost un lider în electrice și companie de metal. Bitola, de asemenea, are o capacitate semnificativă în industria textilă și industria alimentară.
Douăsprezece țări și-au deschis până acum consulate la Bitola:
- România
- Bulgaria
- Croația
- Franța
- Grecia
- Muntenegru
- Rusia
- Slovenia
- Turcia
- Serbia
- Regatul Unit
- Ucraina

### Orașe înfrățite
Bitola participă la înfrățirea orașelor pentru a promova bunele relații internaționale. 
Bitola este înfrățit cu:
- Pushkin, Rusia[8]
- Épinal, Franța
- Rijeka, Croația
- Bursa, Turcia
- Kranj, Slovenia
- Rockdale, Australia
- Kremenchuk, Ucraina
- Pleven, Bulgaria
- Zemun, Serbia
- Kaiserslautern, Germania
- Korçë, Albania

## Istorie

### Preistorie
Zona Bitola este foarte bogată în monumente din perioada preistorică. Două dintre cele mai importante sunt "Veluška Tumba", și "Bara Tumba" lângă satul Porodin. Din Epoca cuprului sunt așezările din "Tumba" lângă satul Crnobuki, "Shuplevec" în apropierea satului Suvodol și "Rid Visok" lângă satul Bukri. Epoca bronzului este reprezentată de așezările "Tumba" lângă satul "Kanino" și de așezările cu același nume din apropierea satului Karamani.

### Antichitatea și perioadele timpurii bizantine
Există artefacte importante de metal din perioada antică, din necropola de la "Parohie" (Crkvište, în serb.) lângă satul Beranci. Un cercel de aur datând din secolul IV î.Hr. este reprodus pe aversul bancnotei de 10 denari macedonean, emisă în 1996.
"Heraclea Lyncestis" (în limba greacă: Ηράκλεια Λυγκηστίς ) - "Orașul lui Hercule" din teritoriul Lynx) era o așezare importantă din perioada elenistică până în Evul Mediu timpuriu. Ea a fost fondată de Filip al II-lea al Macedoniei până la mijlocul secolului al IV î.Hr., și numit după Hercule, semizeu grec, pe care Filip l-a considerat strămoșul său. Ca un punct strategic important pe Via Egnatia (dintre Roma-Dyrrachium/Durres-Salona/Salonic-Constantinopole) a devenit un oraș prosper. Romanii au cucerit aceasta parte a Macedoniei în 148 î.Hr. și au distrus puterea politică a orașului. Prosperitatea a continuat în principal datorită "autostrăzii" romane "Via Egnatia" care a trecut prin apropierea orașului. Mai multe monumente din perioada romană rămân în Heraclea, inclusiv un portic, terme (băi), un amfiteatru și un număr de bazilici. Teatrul a fost o dată, capabil să găzduiască circa 3.000 de spectatori.
În perioada bizantină timpurie (sec IV-VI d.Hr.) Heraclea a fost un important centru episcopal. Unele dintre episcopii au fost observate în actele Consiliilor Bisericii ca Episcopia Evagrie de la Heraclea în "Actele Consiliului Serdica" (azi Sofia) din 343 d.Hr. O mică și o mare biserică, reședința episcopului, o biserică funerală lângă necropola sunt unele dintre rămășitele din această perioadă. Trei nave în "Biserica Mare" sunt acoperite cu mozaicuri romane foarte bogate ale iconografiei florale și figurative; aceste mozaicuri bine conservate sunt adesea considerate ca exemple de la începutul perioadei artei creștine. Alte episcopii de la Heraclea sunt cunoscute între secolul al IV-lea și secolul al VI-lea d.Hr.
Orașul a fost cucerit de către forțele ostrogote, comandate de Teodoric cel Mare în 472 d.Hr și, în ciuda unui cadou mare pentru el de la episcopul orașului, a fost asediat din nou în 479 d.Hr.
Bitolia a fost restaurat la sfârșitul sec. al V-lea și începutul sec. al VI-lea. La sfârșitul sec. al VI-lea a suferit atacuri succesive din partea triburilor slave și a fost treptat abandonat.

### Sosirea slavilor
În sec al VI-lea și al VII-lea d.Hr. regiunea din jurul Monastiri a cunoscut o schimbare demografică, mai multe triburi slave s-au stabilit în zonă. În locul teatrului pustiu, mai multe case au fost construite în acea perioadă. Slavii au construit de asemenea, o cetate de apărare în jurul așezării lor. Monastiri a fost cucerit și a devenit parte din Primul Imperiu Bulgar de la sfârșitul sec al VIII-lea și până la începutul secolului al XI-lea. Răspândirea creștinismului a fost asistată de "Sf. Clement" (nume latin) de la Ohrid și "Naum" din Preslav, în secolul al IX-lea și începutul secolului al X-lea. Multe biserici și mănăstiri au fost construite în oraș.
În secolul al X-lea, Monastir(i) a fost sub conducerea țarului "Samuil" din Bulgaria. El a construit un castel în oraș, folosit mai târziu de către succesorul său, "Gavril Radomir" Bulgaria. Orașul este menționat în mai multe surse medievale. "Cronica lui Ioan Skylitzes" din secolul al XI-lea menționează că împăratul "Vasile al II-lea" a ars castelele din Monastiri, atunci când a trecut pentru a devasta Pelagonia lui "Gavril". Al doilea "taur de aur" (ornament) (1019) al lui Vasile al II-lea menționează că Episcopul de Monastiri a depins de Episcopia Bulgară din Ohrid. În timpul domniei lui "Samuil", orașul a fost un important centru în statul bulgar și sediul Episcopiei Monasir. În multe surse medievale, mai ales occidentale, numele Pelagonia a fost sinonim cu Episcopia Monastir și, în unele dintre ele Monastiri a fost cunoscut sub numele de Heraclea datorită tradiției bisericii, și anume transformarea Episcopiei Heraclea în Eparhia Mitropolitană Pelagoniană. În 1015, țarul Gavril Radomir a fost ucis de către vărul său Vladislav Ivan, care s-a declarat el însuși țar și a reconstruit cetatea orașului. Pentru a celebra această ocazie, o inscripție pe piatră scrisă în alfabetul chirilic a fost așezată în cetate în care este menționat numele (latin?) al orașului: Bitola (lat. bětula= mesteacăn, v. imaginea cu mesteceni din articol).
În urma luptelor cu țarul Ivan Vladislav, împăratul bizantin Vasile al II-lea a recucerit Monastiri în 1015. Orașul este menționat ca centru episcopal în 1019, într-o înregistrare de către Vasile al II-lea. Două importante răscoale împotriva dominației bizantine au avut loc în zona Monastiri în 1040 și 1072. După ce statul bulgar a fost restaurat în secolul al XI-lea, Bitola a fost încorporat sub conducerea țarului român Ioniță Asan cel Frumos, zis Caloianul (Kaloian) din Turnu-Mare (azi Veliko-Turnovo în Bulgaria). Imperiul româno-bular al fraților Asan (Asănești) s-a orientat spre Roma, țarul Ioniță Caloian re-punând biserica creștină sub conducerea pateiarhului Romei (papa), iar nunțiul papal a devenit principalul său consilier. Țaratul (imperiul) Asăneștilor a fost cucerit din nou de Bizanț, la sfârșitul secolului al XIII-lea, iar apoi a devenit parte a Serbiei, în prima jumătate a secolului XIV-lea, după cuceririle lui Ștefan Dușan.
Ca centru militar, politic și cultural, Bitola/Monastir(i) a jucat un rol foarte important în viața societății medievale din regiune, înainte de cucerirea otomană de la mijlocul secolului al XIV-lea. În ajunul cuceririi otomane, Monastiri (Monastir în turca otomană) a experimentat o mare dezvoltare, având stabilite rute comerciale în toată Peninsula Hemus Peninsula Balcanică, în special cu marile centre economice din Constantinopol, Salonic, Ragusa și Turnu-Mare (Veliko Turnovo). Caravane de mărfuri diverse aprovizionau permanent Bitola (Monastir).

### Dominația otomană

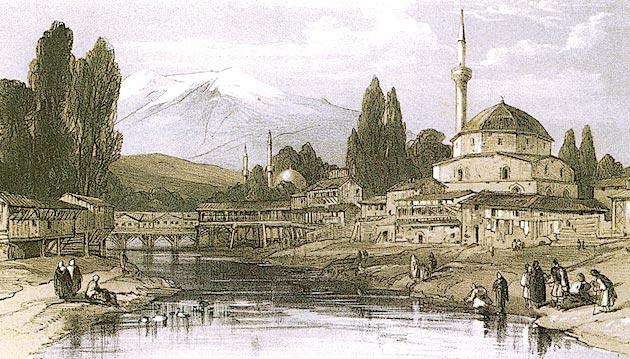
Bitola în sec al XIX-lea

De la 1382 până la 1912, Bitola (turc. Manastir) a fost parte a Imperiului Otoman. Lupte puternice au avut loc în apropierea orașului în timpul sosirii forțelor otomane. Dominația otomană a fost complet stabilită după moartea lui Marcu (Marko) în 1395. Pentru mai multe secole, turcii au fost o majoritari în acest oraș, în timp ce satele au fost populate în cea mai mare parte cu agricultori și păstori aromâni, așa cum arată chiar numele oficial al regiunii. Scriitorul Evliya Çelebi spune în cartea sa de calatorii că orașul a avut 70 moschei, câteva camere de cafea-ceai, o piața (bazar) cu porți de fier și 900 de magazine. Bitola/Monastir a devenit sangeac, adică provincie autonomă sub numele Rumelia, care în limba turcă înseamnă „Țara Romanilor”, derivat din Rum (Roma în limba turcă).
După războaiele austro-otomane dezvoltarea comerțului și înflorirea de ansamblu a orașului a fost înăbușită. În secolul al XIX-lea a devenit din nou al doilea oraș ca mărime în regiunea din sudul Balcanilor, după Salonic. Orașul este, de asemenea, cunoscut sub numele de „orașul consulatelor”, deoarece 12 consulate diplomatice au fost aici în perioada 1878-1913.
În 1864, Manastir a devenit centrul provinciei Monastir, care a inclus Sangeacurile (preponderent aromâne) de Debre, Serfiçe, Elbasan, Manastir (Bitola), Görice și orașele din Kircaova, Pirlepe, Florina, Kesriye și Grevena.

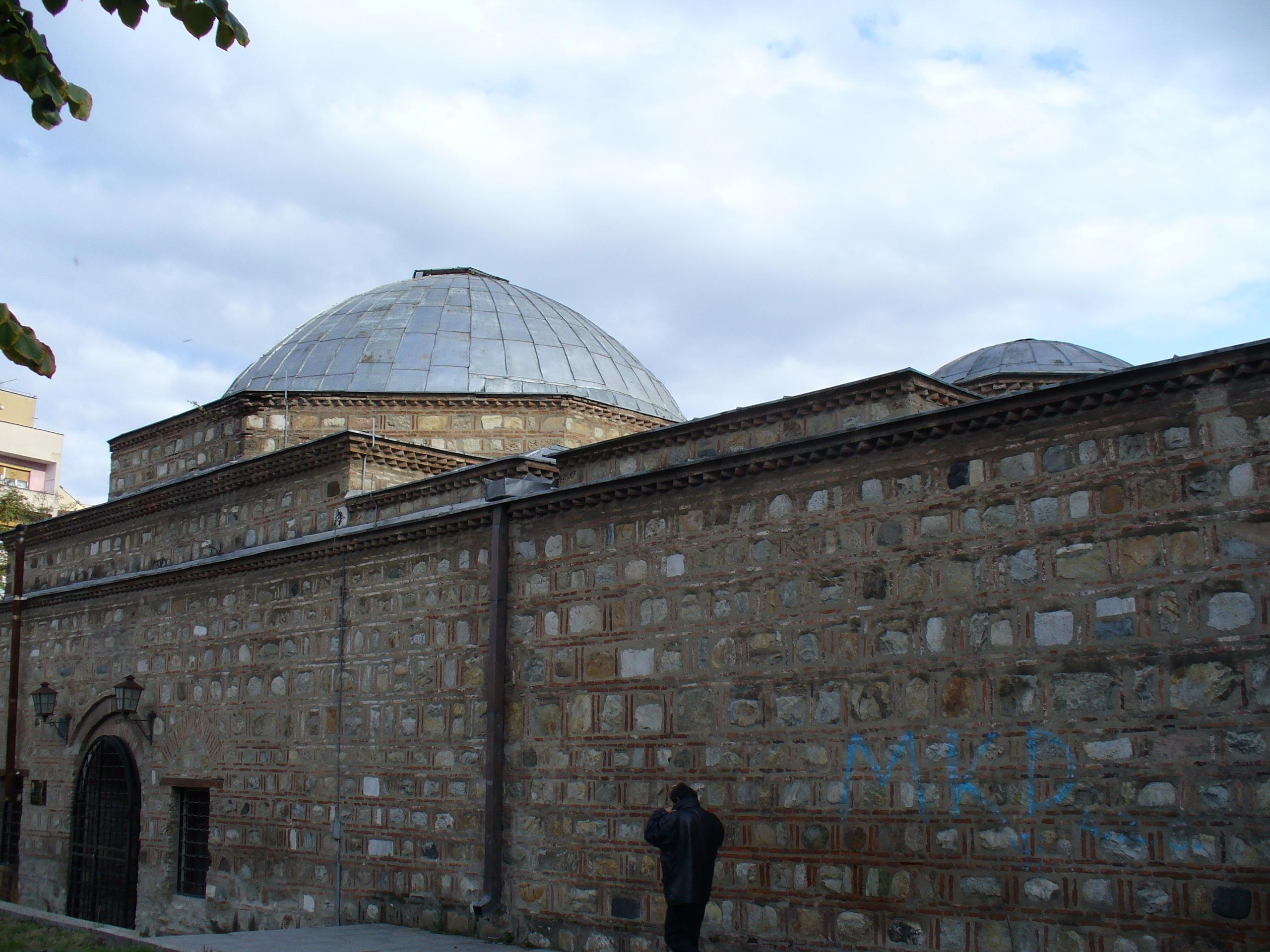
Baie turcească

Încă nu sunt date etnografice cercetate in arhivele turcești din această perioadă, dar majoritatea populației a rămas cea aromâneasca, dovadă fiind titlul de Sangeac ("steag verde", atribut de autonimie conferit doar regiunilor du populație romanică).   Conform recensământului Otoman din 1911, crestinii "greci" au fost cea mai mare populație din vilaiet, cu 740.000 greci, 517.000 bulgari și 1.061.000 musulmani în vilaietele Selanik (Salonic) și Manastir. Obligatoriu trebuie faptul că baza de recensământ Otoman a fost sistemul “millet”. Oamenii au fost atribuiți unei etnii în funcție de religia de care aparțineau. Deci, toți musulmanii au fost clasificați ca fiind turci, toți membrii din Biserica Ortodoxă ca greci, deși aceasta a cuprins majoritatea amplă a aromânilor și un anumit număr de aromâni macedoneni slavizați, în timp ce restul a fost împărțit între Bisericile Ortodoxe sârbe și bulgare. (A se vedea de asemenea "comunitatea evreiască" de mai jos). Dar registrul otoman fiscal de la Bedel-I Askeriye din 1873, spune că vilaietul Manastir a avut aproximativ 150.000 de oameni din Bulgaria (capi de familie), 40.000 de musulmani și numai 700 de greci. Datele otomane ale populației din 1901 numără 566.000 de slavi, 363.000 de turci și 260.000 de greci din cetățile (vilaietele) Săruna (Salonic) și Bitola (Manastir). Arhivat în 10 septembrie 2009, la Wayback Machine..
În 1894, Bitola (Manastir) a fost legat de Săruna (Salonica/Selanik) cu trenul. Primul film din Balcani a fost înregistrat in 1903 de către frații aromâni Manakia în Manastir. În cinstea lor, anual Festivalul "Manaki Brothers International Film Camera" are loc în Bitola modernă. Aici s-a ținut Congresul Manastir (1908) care a definit alfabetul modern albanez, dovadă a marii importanțe a comunitătii aromâne din intreaga zonă etnică traco-romană (azi divizată în Albania, Serbia, Rep. Macedonia, Grecia).

### Insurecția Ilinden

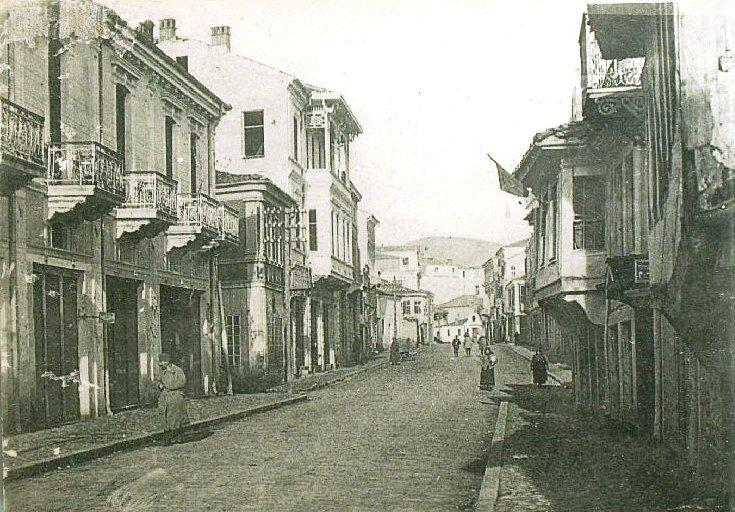
Stradă în Bitola în 1914

Regiunea Bitola a fost un bastion al Insurecției Ilinden. Revolta a fost începută după cum s-a decis în 1903 la Salonic de către Organizația Revoluționară Macedoneană Internă (ORMI). Gotse Delchev s-a opus calendarului de revoltă, spunând că oamenii nu erau pregătiți. El a fost ucis pe 04 mai 1903 în apropierea satului Banitza (astăzi în Grecia). Revolta din regiunea Bitola a fost planificată în satul Smilevo în mai 1903. Luptele s-au purtat în satele Bistrica, Rakovo, Buf, Skocivir, Paralovo, Brod, Novaci, Smilevo, Gjavato, Capari și altele. Smilevo a fost apărat cu 600 de rebeli, conduși de Dame Gruev și Sugarev Georgi, dar când au fost învinși, satele au fost arse.

### Războaiele Balcanice
În 1912, Muntenegru, Serbia, Bulgaria și Grecia au luptat cu otomanii în Primul Război Balcanic. În conformitate cu Tratatul de la București, din 1913, regiunea a Macedoniei a fost împărțită în 3 părți, între greci, sârbi și bulgari. Bitola a fost dată Bulgariei, în conformitate cu un acord de alianță pre-război între Bulgaria și Serbia. Dar armata sârbă a intrat în oraș și a refuzat să-l lase în mâna Bulgariei. Din acel moment, orașul a început să piardă din importanță și populația a început rapid să scadă, emigrând în Bulgaria și în Lumea Nouă.

### Primul Război Mondial

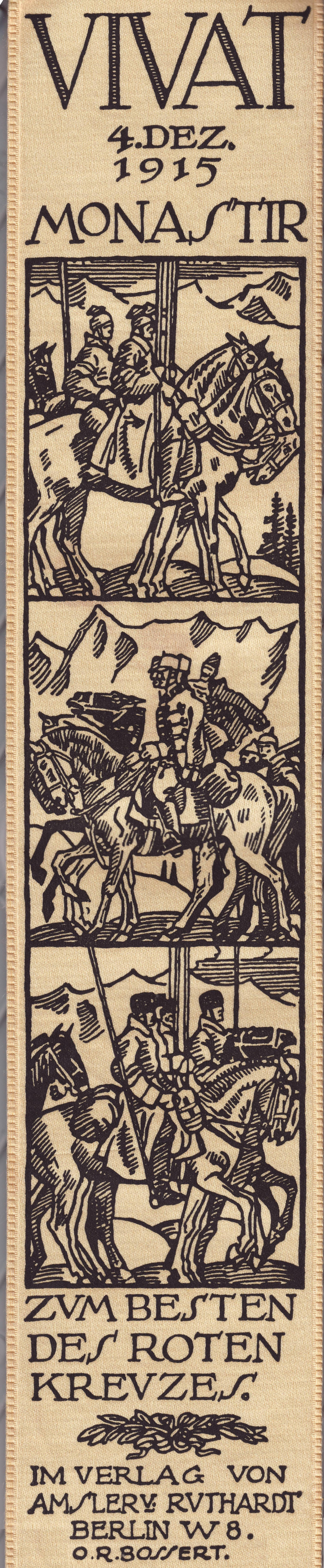
Germania, Panglica Vivat comemorarea luării Monastir de către forțele bulgare în 1915

În timpul Primului Război Mondial Bitola a fost pe linia frontului Salonic. În 1915 forțele bulgare au luat orașul și forțele sârbe au fost forțate să se predea sau să încerce o evadare periculoasă prin munții albanezi. În 1916, Bitola a fost ocupată de Puterile Aliate care au intrat în oraș pe la sud luptântu-se cu armata bulgară. Bitola a fost împărțită între francezi, ruși, italieni și sârbi, sub comanda generalului francez Maurice Sarrail. Până la predarea Bulgariei, toamna târziu în 1918, Bitola a rămas un oraș de front și a fost aproape în fiecare zi bombardat de avioane și artilerie și a suferit aproape o distrugere totală.

### Perioada interbelică
După sfârșitul primului război mondial (1918) Bitola a fost inclusă în Regatul Sârbilor, Croaților și Slovenilor, numit mai târziu Regatul Iugoslaviei. Orașul a devenit un oraș de frontieră neglijat, la doar 14 de kilometri de Grecia. Declinul Bitolei a continuat în toată această perioadă, împreună cu declinul general în Banovina Vardar (Vardarska Banovina), care a rămas una dintre regiunile cele mai sărace din Iugoslavia.

### Al Doilea Război Mondial
În timpul celui de-Al Doilea Război Mondial (1941-1945), germanii și mai târziu bulgarii au preluat controlul asupra orașului. Dar în septembrie 1944, Bulgaria a schimbat partea în război și s-a retras din Iugoslavia, și Bitola a fost eliberat de partizanii macedoneni pro-Tito. La 4 noiembrie, Brigada 7 Macedoneană de Eliberare a intrat în Bitola victorios. După sfârșitul războiului, un stat macedonean a fost stabilit pentru prima oară în istoria modernă, în cadrul Iugoslaviei. Acest lucru a costat aproximativ 25.000 de vieți omenești. În 1945, primul gimnaziu (denumit Josip Broz Tito) care folosit limba macedoneană, a fost deschis la Bitola.

### Comunitatea evreiască
După expulzarea din 1492, evreii vorbitori de limba spaniolă hărțuiți și persecutați de către Inchiziție, au fost acceptați de către sultanul Baiazid al II-lea în teritoriile otomane și au ajuns în valuri, din Peninsula Iberică (Spania și Portugalia). Majoritatea s-au stabilit în Salonic, dar o mare comunitate a crescut în Monastir și a alcătuit peste zece la sută din populația orașului în 1900. Populația evreiască locală se menționează ca Monastirli, și o sinagogă Monastirli există astăzi în Salonic.
Există puține dovezi de anti-semitism, printre alte comunități locale. Evreii și aromânii au fost singurule comunități care nu au avut pretenții teritoriale pe teritoriul macedonean și au fost, în general, considerați ca fiind neutri, în aceste dispute.
Majoritatea evreilor din Monastir au fost uciși în timpul Holocaustului, și în prezent, niciunul nu a mai rămas în oraș.

## Cultură

### Festivalul Manaki Brothers International Film Camera
Are loc în amintirea primului cameraman din Balcani, Manakia Milton (aromân). Acest festival are loc în fiecare septembrie și se numește Festivalul „Manaki Brothers International Film Camera” al „fraților Milton și Ianaki Manakia” (aromâni). Este o combinație de documentare și filme de lung-metraj care sunt arătate. Festivalul este un eveniment de clasă mondială și acesta trebuie văzut.

## Personalități născute aici
- Hüseyin Avni (bei) (1874 - 1915), ofițer turc;
- Constantin Maimuca (1896 - 1962), jurist român;
- Floria Capsali (1900 - 1982), maestră de balet din România;
- Florica Bagdasar (1901 - 1978), medic, ministru în România;
- Nicu Caranica (1911 - 2002), poet aromân;
- Fanula Papazoglu (1917 - 2001), savant, academician aromân;
- Vlado Goreski (n. 1958), artist plastic macedonean;
- Branislav Angelovski (n. 1977), handbalist macedonean;
- Mirjeta Bajramoska (n. 1984), handbalistă macedoneană;
- Mirko Ivanovski (n. 1989), fotbalist macedonean.

## Diverse
În România, există mai multe străzi denumite după toponimicul Bitolia:
- Intrarea Bitolia, în Sectorul 1 din București[14]
- Strada Bitolia, în Timișoara[15]

## Galerie

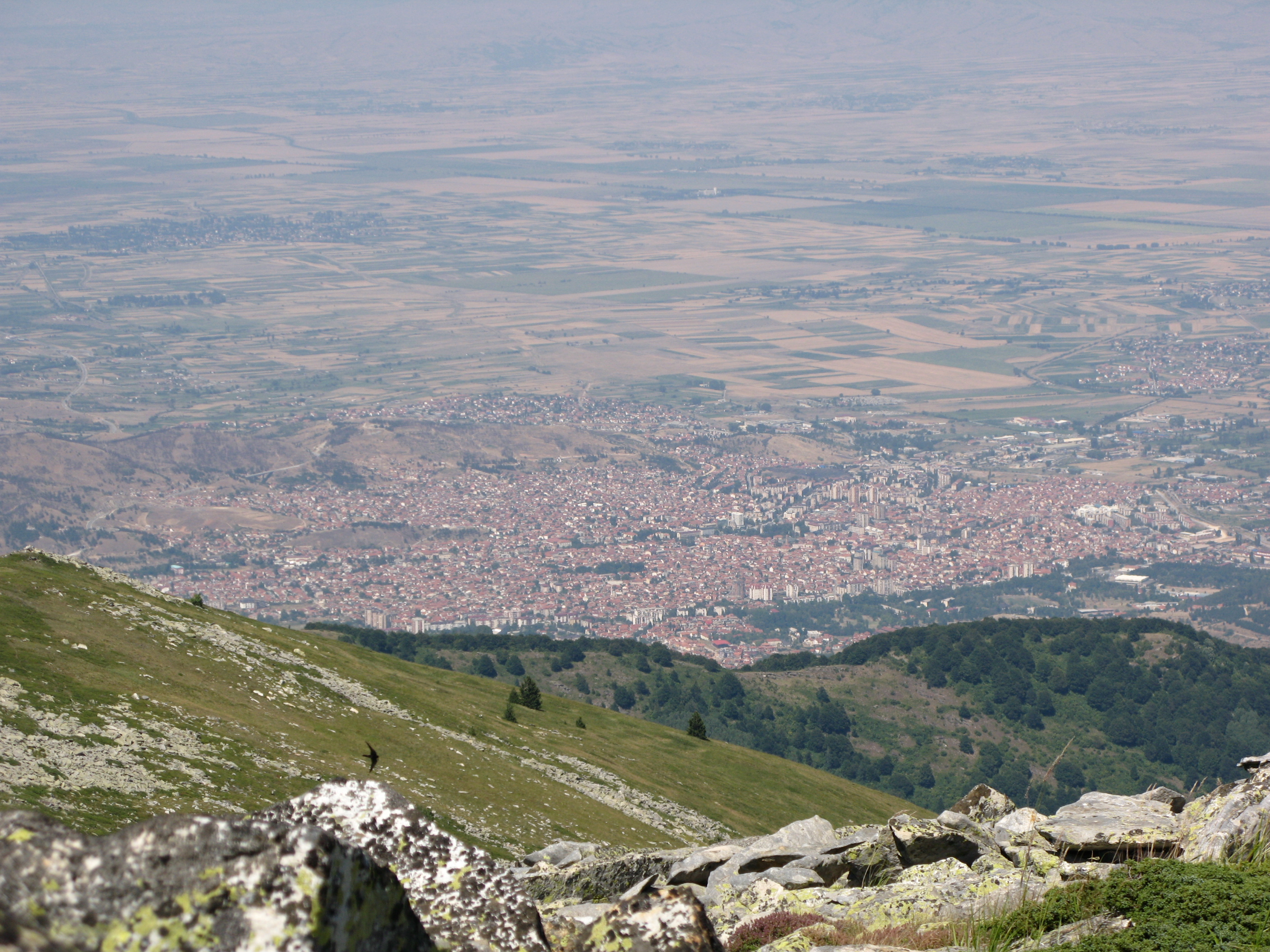
Bitola vazută de pe Muntele Baba
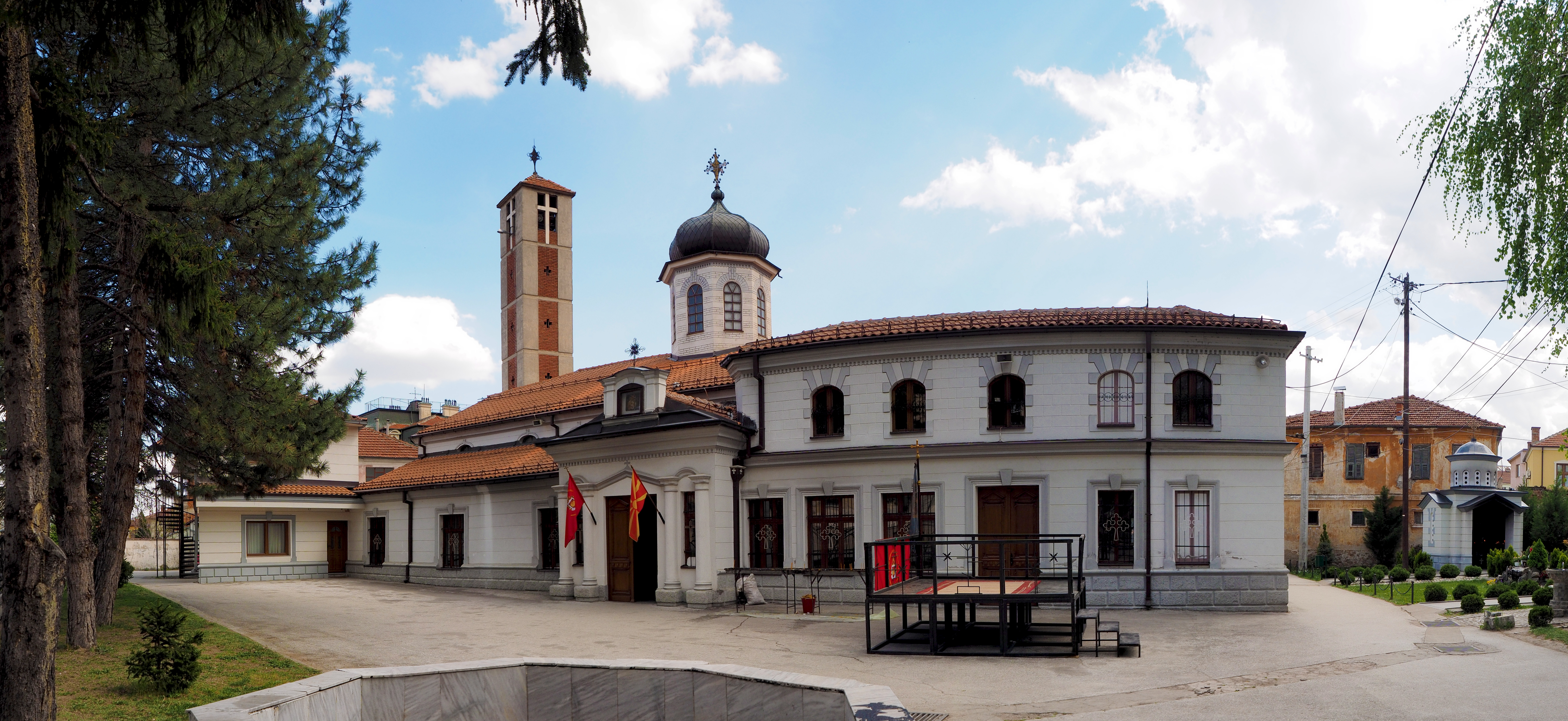
Sfânta Biserică a Maicii Domnului în Bitola
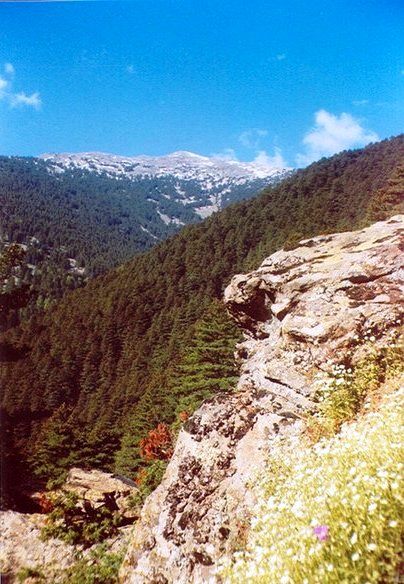
Bitola – Parcul Național Pelister.
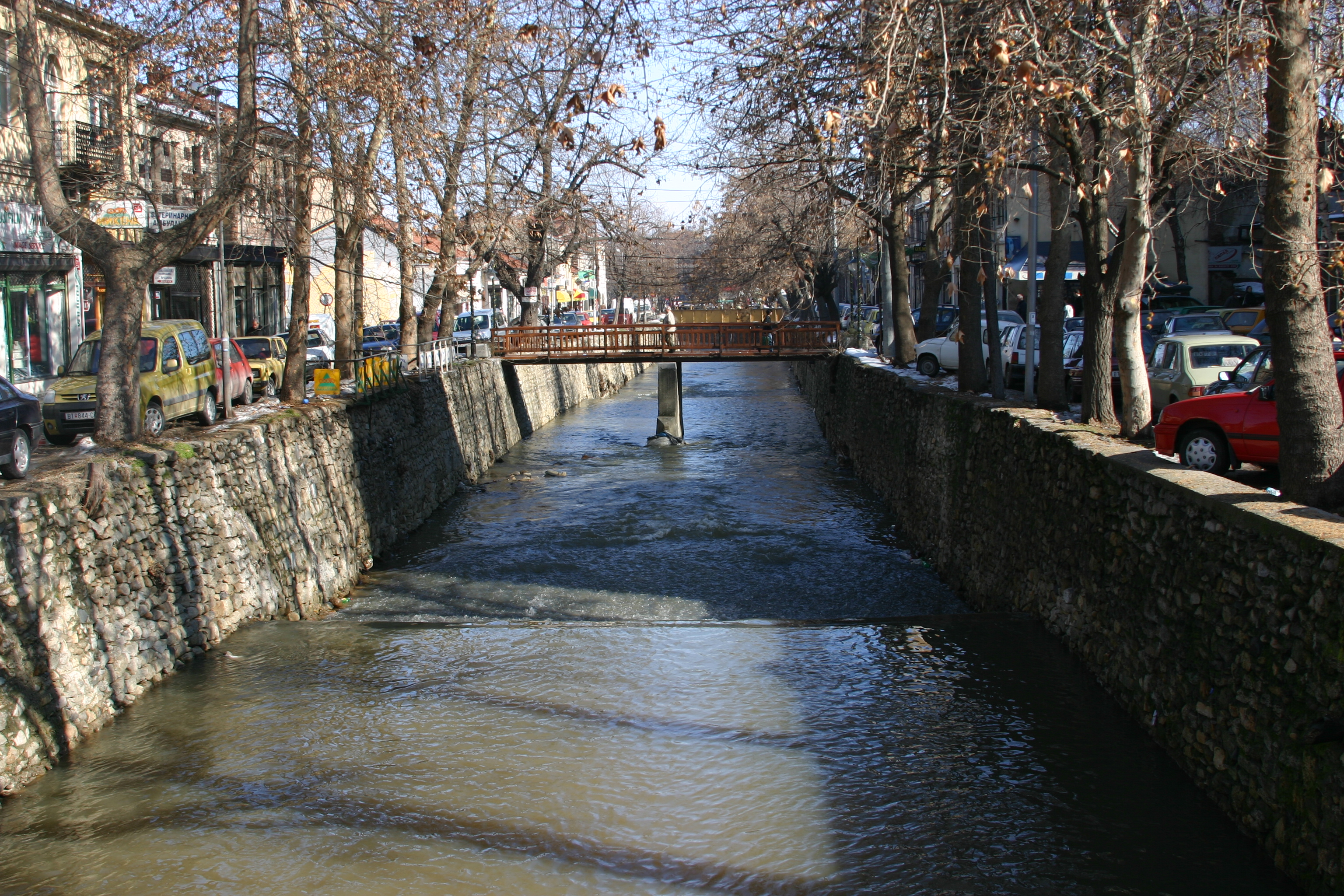
Râul Dragor și un pod pentru pietoni.
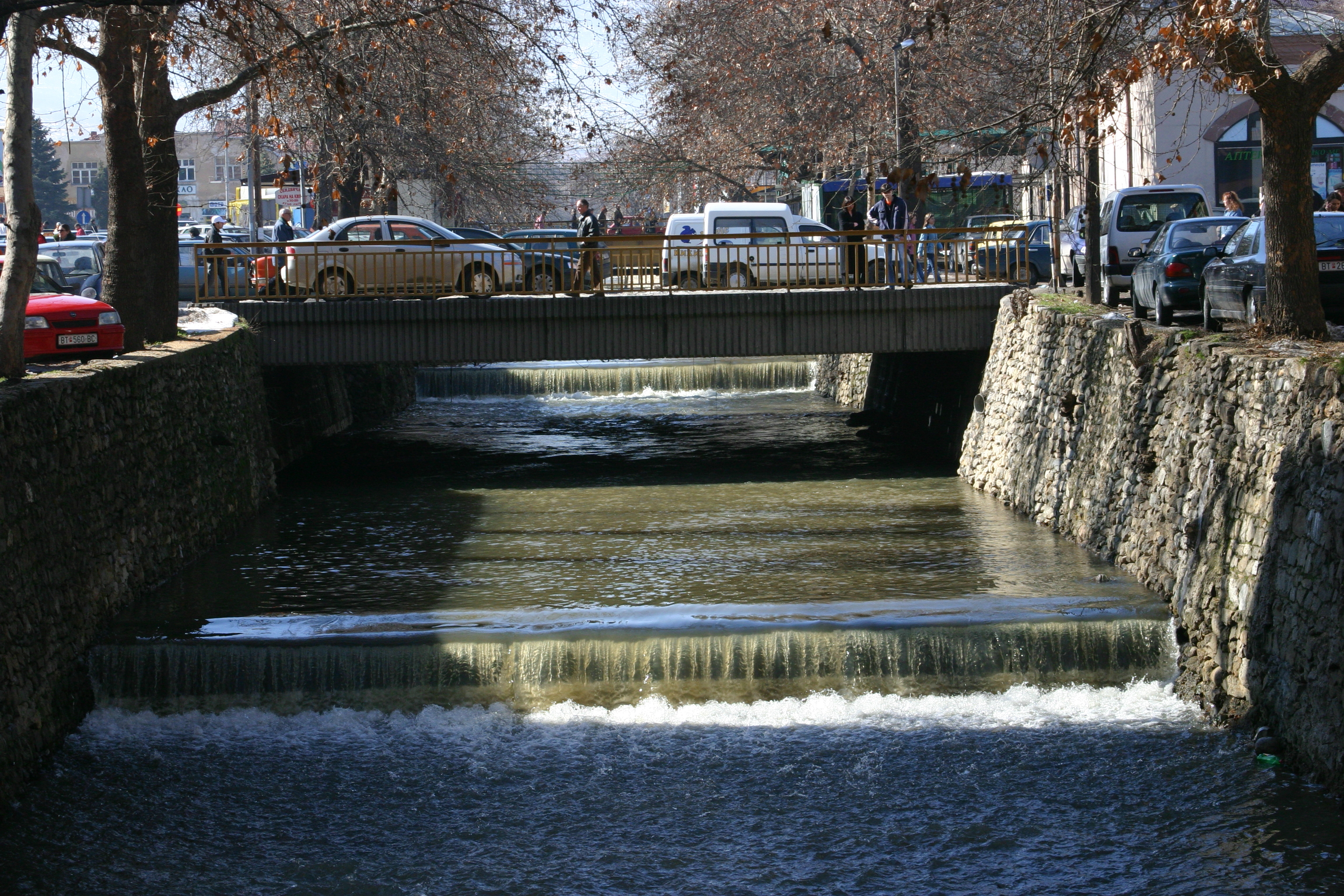
Râul Dragor și un pod pentru vehicule.
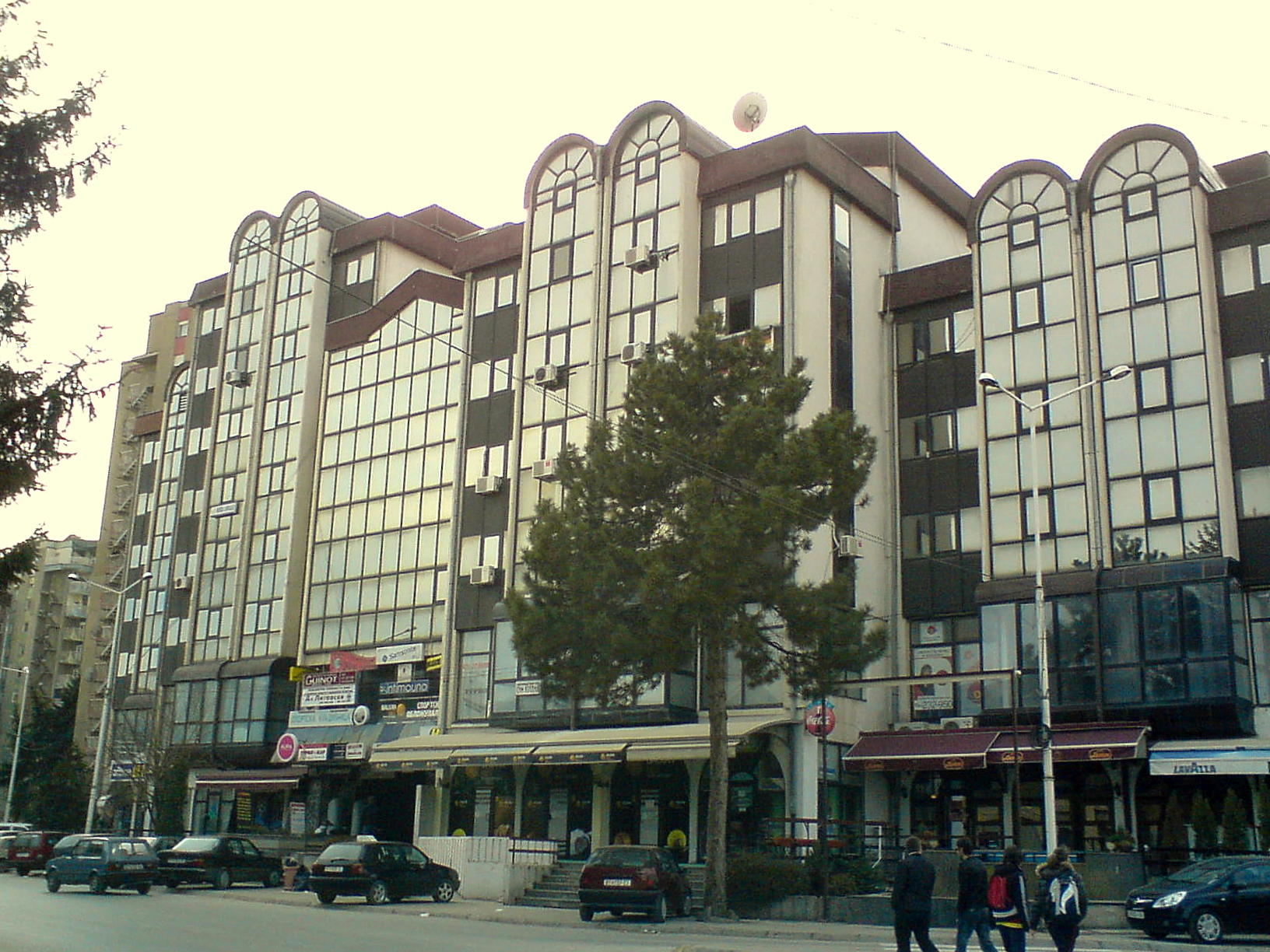
O clădire cunoscută ca Pelagonka 2.
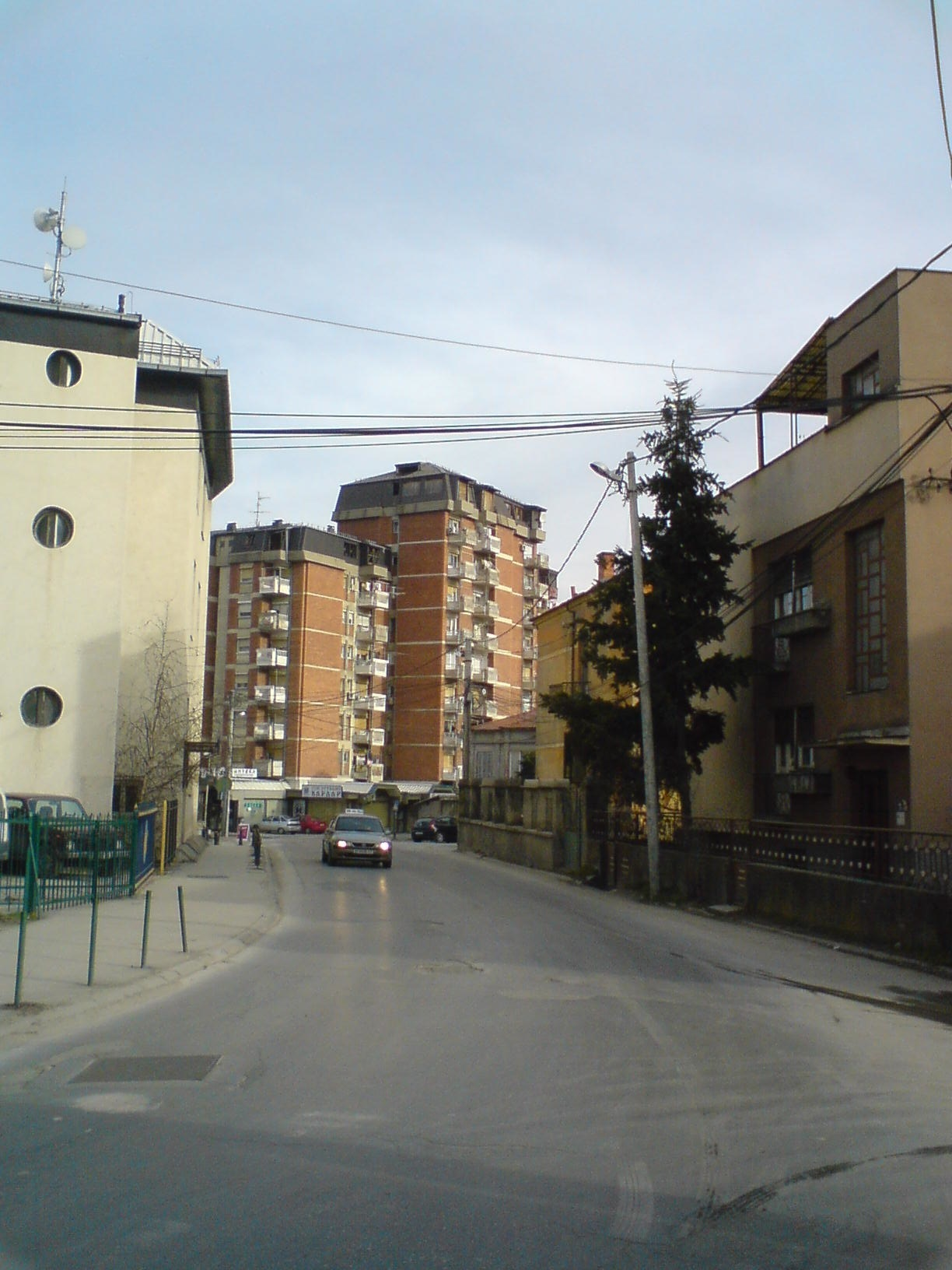
O clădire cunoscută sub numele de Grozd.
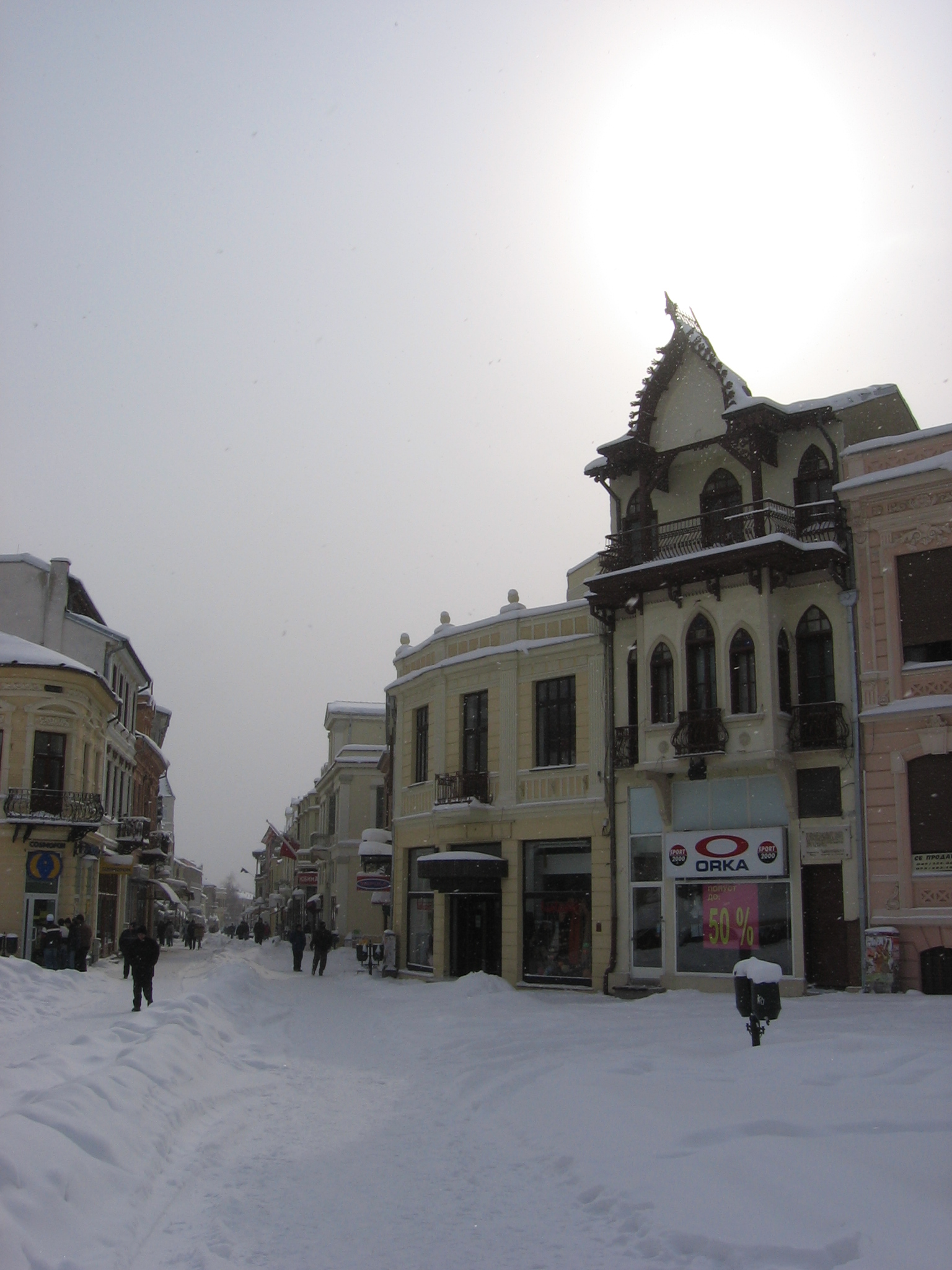
Bitola iarna (Ianuarie 2006).
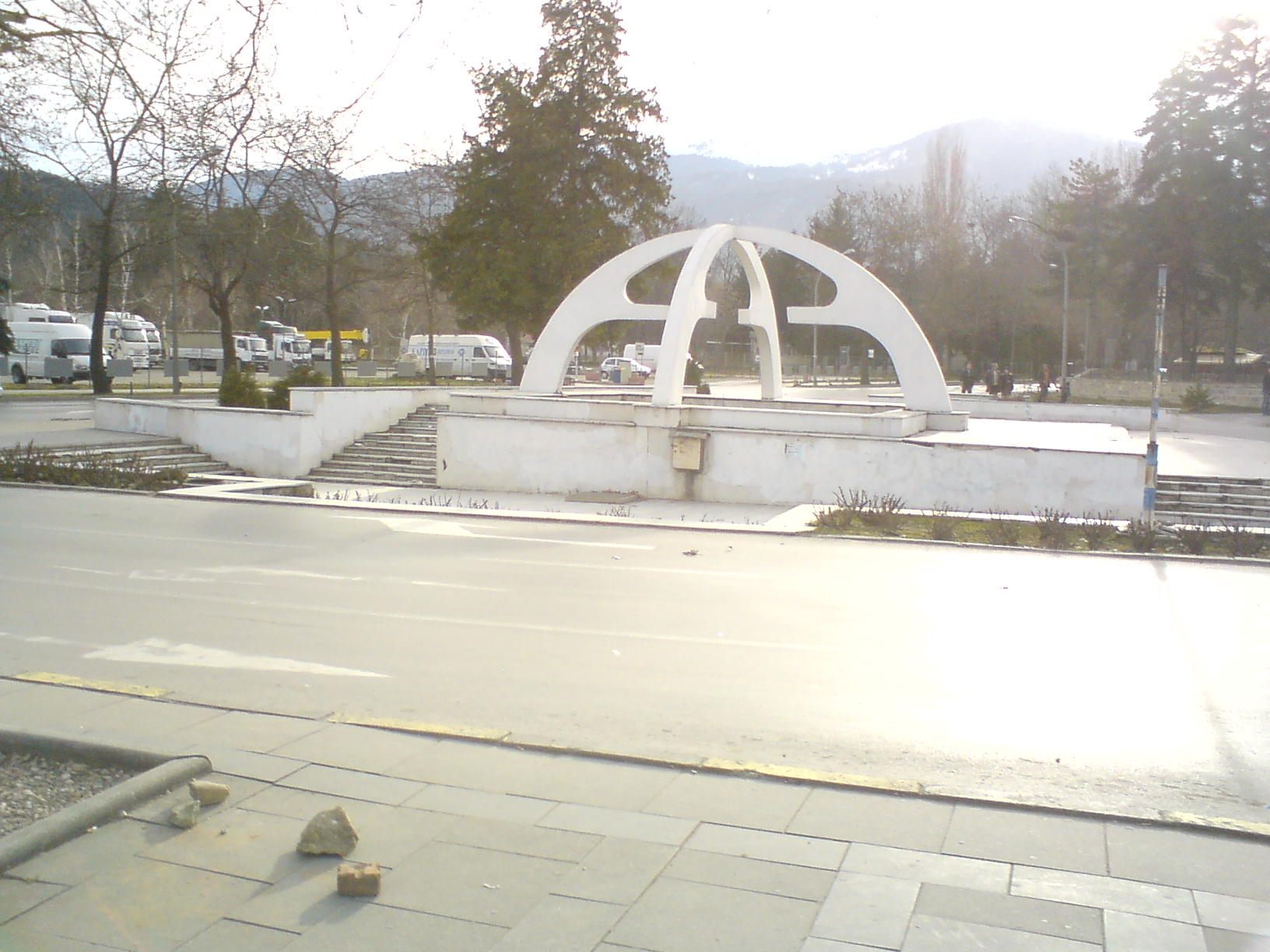
Fântână in fața muzeului.
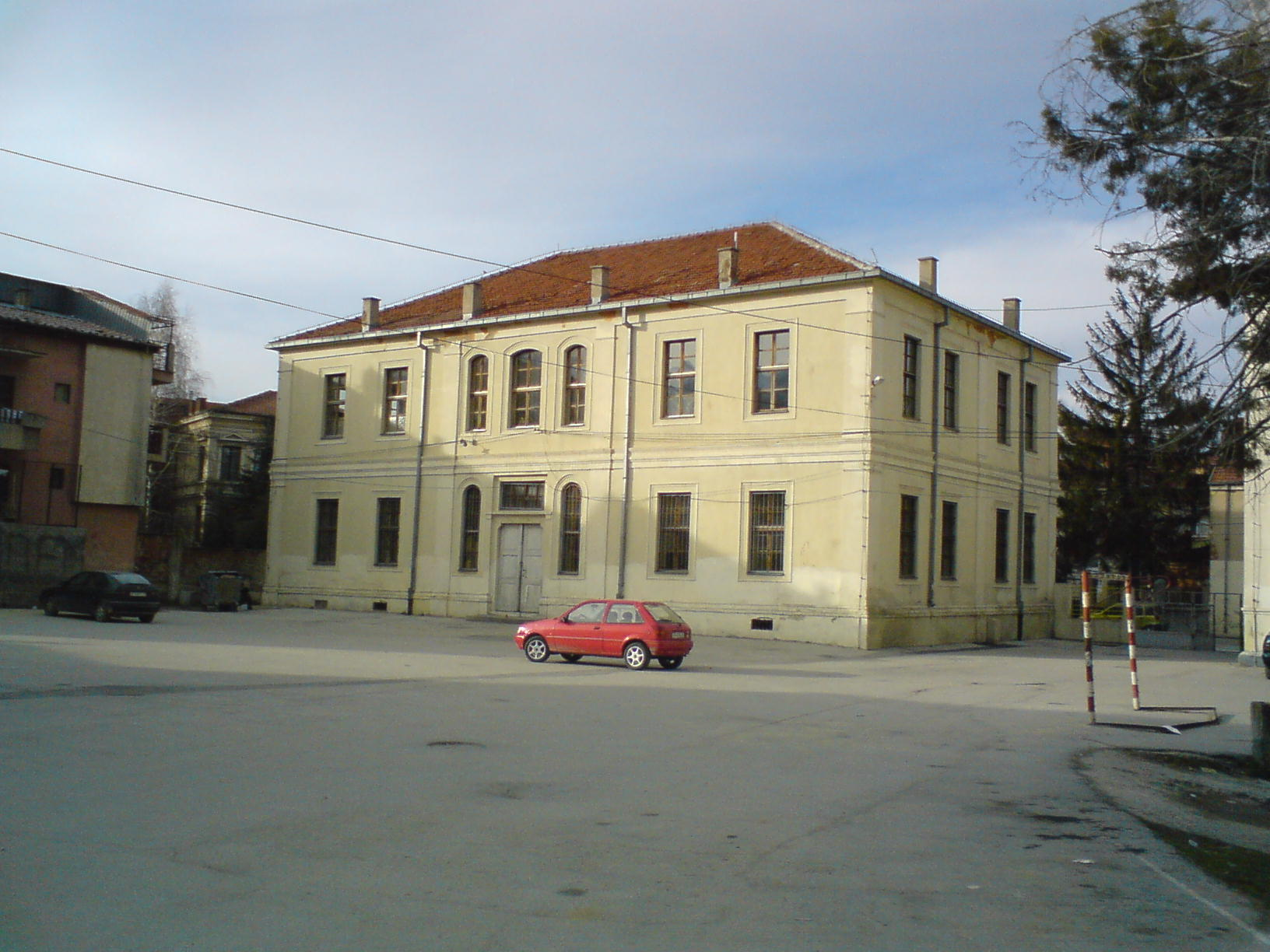
The school building of the Goce Delchev primary school.
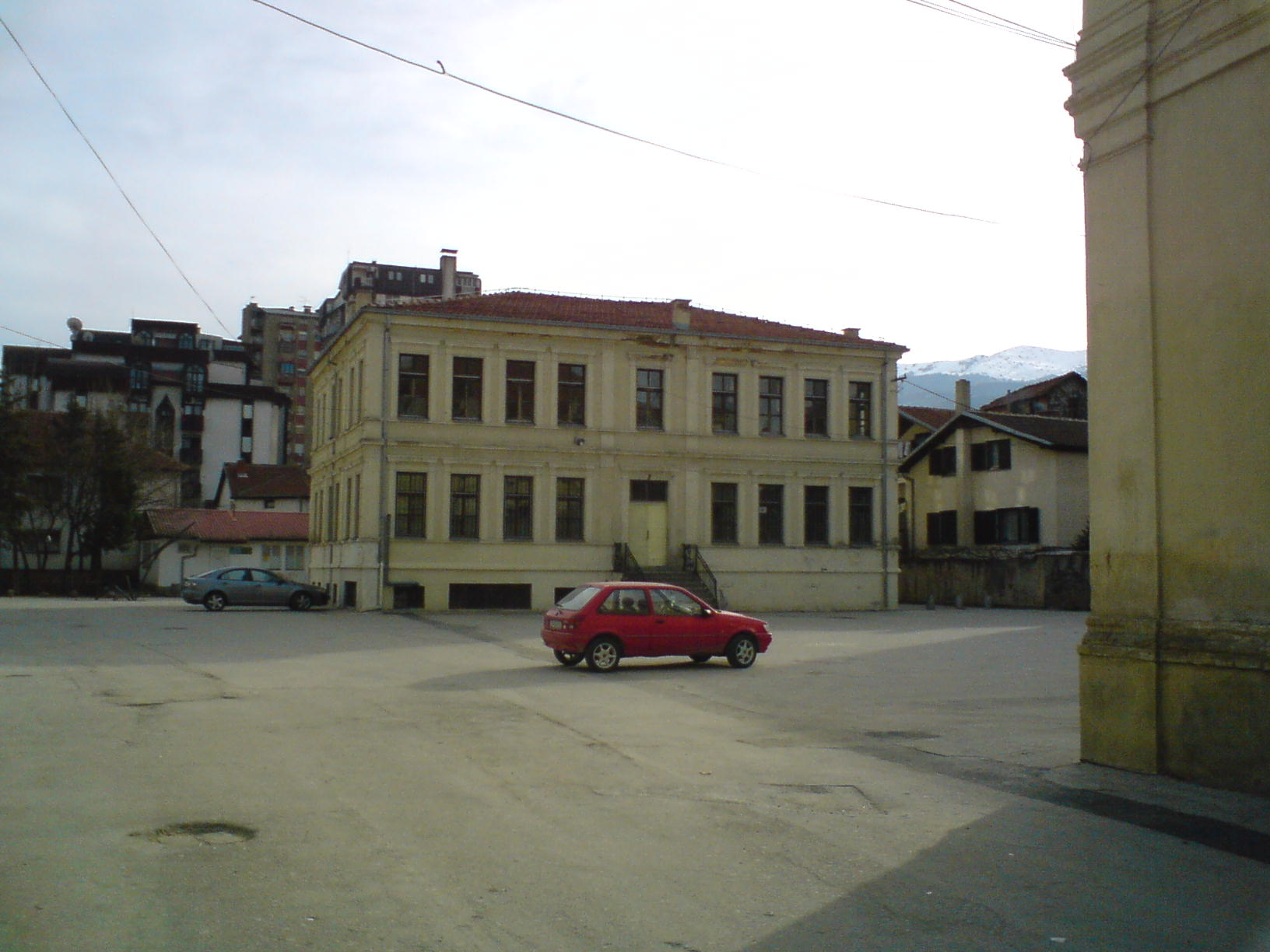
Școala primară Goce Delchev.
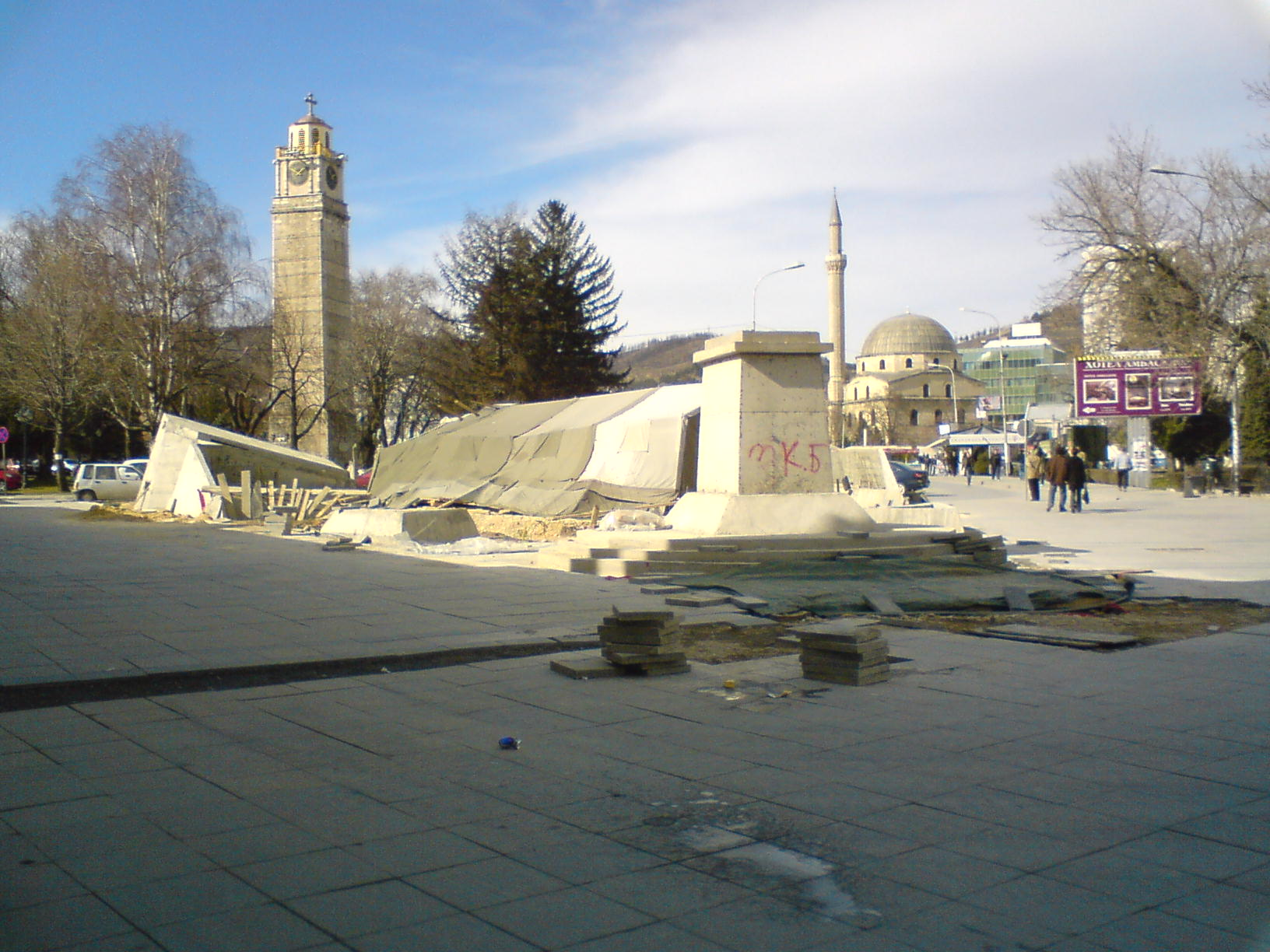
Șantierul statuiei lui Filip al II-lea al Macedoniei la Bitola, având în fundal Turnul cu ceas și moscheea Ishak.
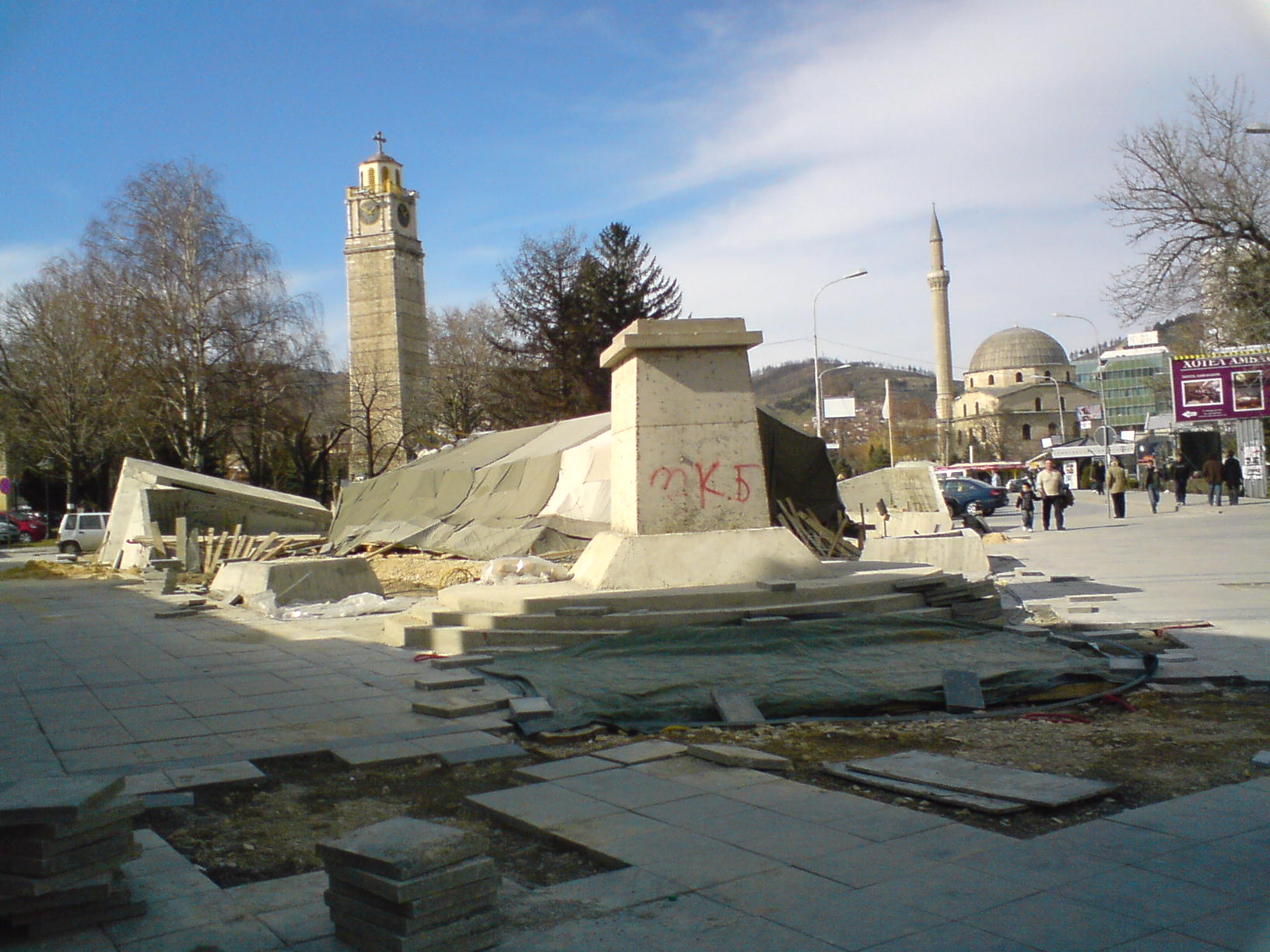
Șantierul statuiei lui Filip al II-lea al Macedoniei la Bitola, având în fundal Turnul cu Ceas și moscheea Ishak.
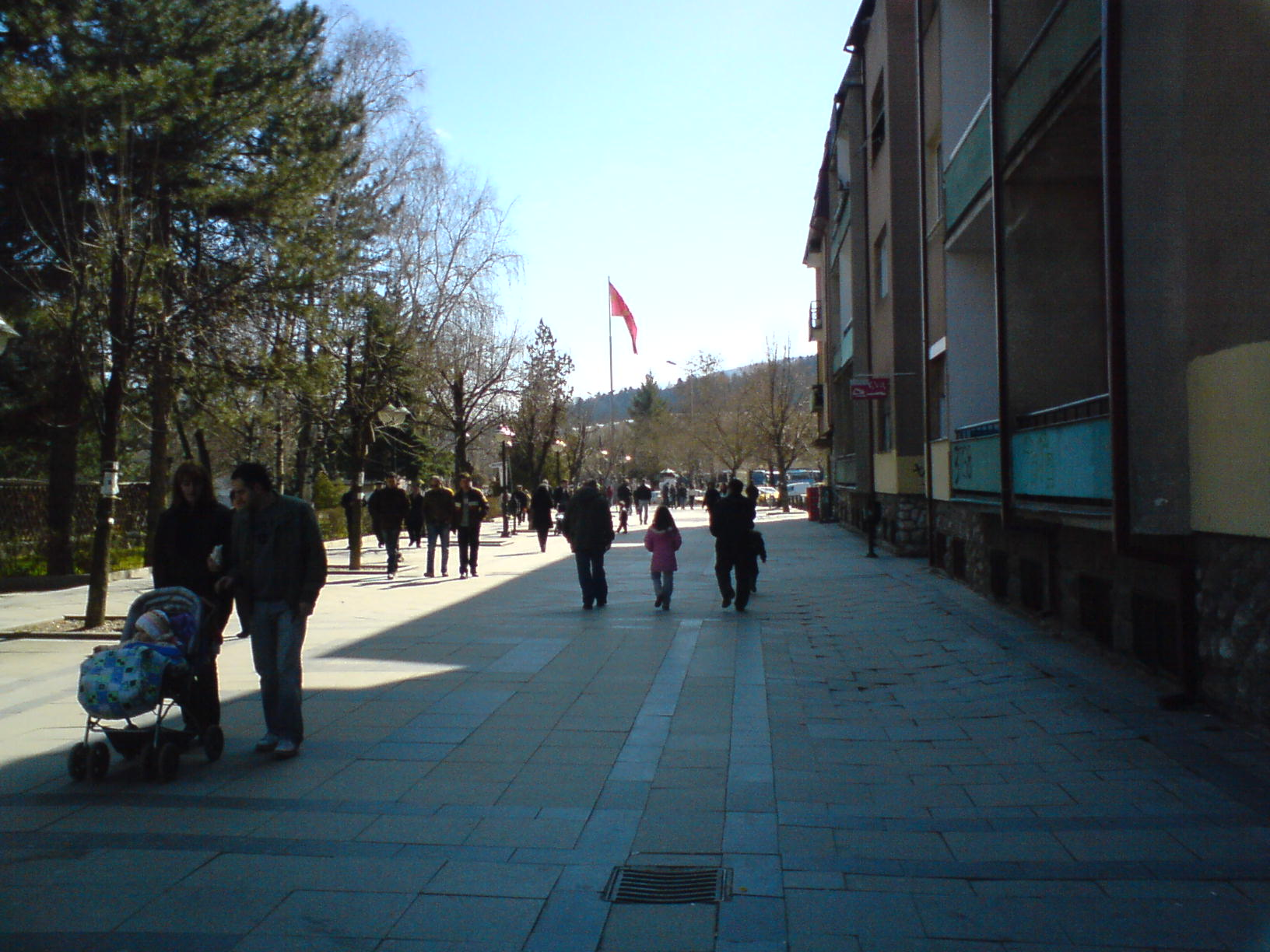
Un bloc vechi
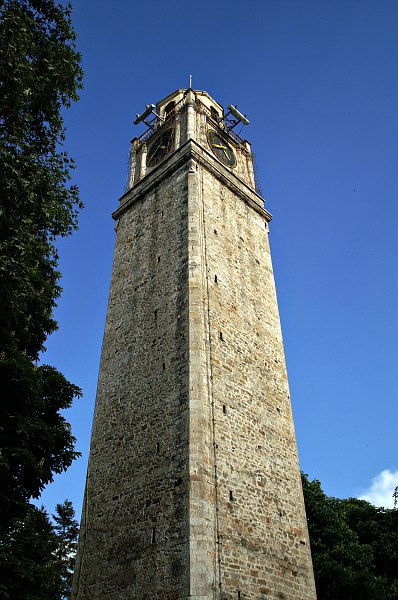
Turnul cu ceas din Bitola
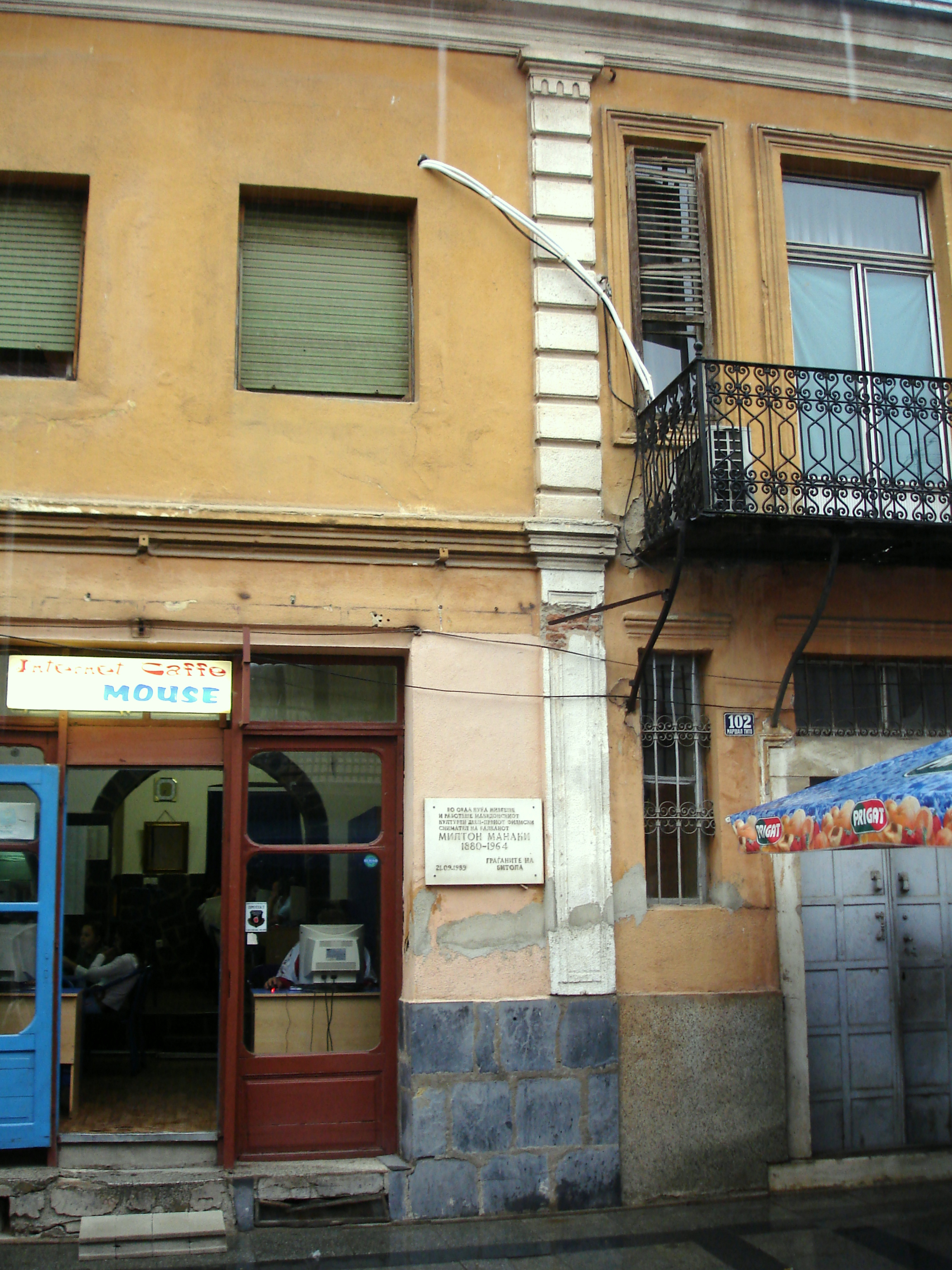
Casa fraților Manakia la Bitola.